# S. A. Cosby
Shawn Andre Cosby (Newport News, 1973. augusztus 4. –) amerikai southern noir író. A virginiai Gloucesterben él, a York folyó partján. Cosby négy krimit publikált: My Darkest Prayer, Blacktop Wasteland, Razorblade Tears, és All the Sinners Bleed.

## Díjak és elismerések
Cosby 2021-es regénye, a Razorblade Tears, a 10. helyen debütált a The New York Times bestsellerlistáján. A könyv szerepelt Jimmy Fallon The Tonight Show című műsorában, Fallon 2021-es Summer Reads Book Club-jában. A könyv egyike volt a Jimmy Fallon által ismertetett hat jelöltnek. Számos díjat nyert vagy jelölték rá, különösen olyanokat, amelyek thrillereket, feszültséget és krimit tisztelnek, mint például az Anthony-díj, a Barry-díj, az Edgar-díj, az Gold Dagger-díj, az ITW Award, a Macavity-díj és a Lefty-díj. A kritikusok és a közönség egyaránt pozitívan fogadta.
Előző regénye, a Blacktop Wasteland „...díjak földcsuszamlásszerű gyűjteményét nyerte el, többek között egy Los Angeles Times könyvdíjat 2020-ban.” Figyelemre méltó, hogy 2021-ben Anthony-díjat és Macavity-díjat is kapott. A 49 országot tömörítő, 4500 szerzőt tömörítő International Thriller Writers szervezet a Blacktop Wasteland című könyvet választotta a 2021-es év legjobb keménytáblás regényének. A könyvet 2020-ban a New York Times figyelemre méltó könyvei közé is beválasztották, és a 22. helyen végzett a listán.

## Könyvei
- My Darkest Prayer, paperback, Intrigue Publishing, 224. o. (2019). ISBN 9781940758862
- Blacktop Wasteland, hardcover, Flatiron Books, 285. o. (2020). ISBN 9781250252685
- Razorblade Tears, hardcover, Flatiron Books, 322. o. (2021). ISBN 9781250252708
- All the Sinners Bleed, hardcover 1st, Flatiron Books, 336. o. (2023). ISBN 9781250831910
- King of Ashes, hardcover 1st, Flatiron Books, 352. o. (2025). ISBN 9781250832061

### Magyarul megjelent
- Bűnösök vére folyjon (All the Sinners Bleed) – Agave Könyvek, Budapest, 2025 · ISBN 9789635983148 · Fordította: Pék Zoltán

## Adaptációk
A Blacktop Wasteland és a Razorblade Tears című regényeket filmes adaptációra szánták. Jerry Bruckheimer cége „azon csoport között volt, amely egy árverésen elnyerte a filmjogokat” a Razorblade Tears-re.

## Fordítás
- Ez a szócikk részben vagy egészben  a   S. A. Cosby című angol Wikipédia-szócikk ezen változatának fordításán alapul.  Az eredeti cikk szerkesztőit annak laptörténete sorolja fel. Ez a jelzés csupán a megfogalmazás eredetét és a szerzői jogokat jelzi, nem szolgál a cikkben szereplő információk forrásmegjelöléseként.